# Чаинск
Ча́инск — село в Чаинском районе Томской области, Россия. Административный центр Чаинского сельского поселения.

## История
Чуть ниже по течению от современного Чаинска, на левом берегу р. Чая, располагался исторический населённый пункт южных селькупов — юрты Паскоевы (Поскоевы). Относились к Чаинской инородческой волости. Коренные жители — селькупы Паскоевы, Аландины, Улуспаевы, Чемакаевы / Чумакоевы, Чеуртаевы. В 1897 г.: 3 хозяйства — 17 человек. В 1911 г.: 10 хозяйств — 16 селькупов и 19 русских.
Основано в 1912 году. По данным на 1926 года посёлок Чаинский состоял из 40 хозяйств, основное население — русские. Являлся административным центром Чаинского сельсовета Чаинского района Томского округа Сибирского края.

### Археология
Около посёлка Чаинского местные крестьяне часто находили (в 1940-е — 1950-е гг.) на пашне глиняные черепки и бронзовые предметы.

## Население
| 1926 | 1931 | 1940 | 1956 | 1995 | 1996 | 1997 |
| ---- | ---- | ---- | ---- | ---- | ---- | ---- |
| 186  | ↘172 | ↗182 | ↗441 | ↗544 | ↘516 | ↘505 |
| 1998 | 1999 | 2002 | 2010 | 2012 | 2013 | 2014 |
| ↘491 | ↗502 | ↘388 | ↘298 | ↘280 | ↘265 | ↘253 |
| 2015 | 2021 |      |      |      |      |      |
| →253 | ↗272 |      |      |      |      |      |

Национальный состав
Согласно результатам переписи 2002 года, в национальной структуре населения русские составляли 95 %.